# Mattia Cattaneo
Mattia Cattaneo (Alzano Lombardo, Província de Bèrgam, 25 d'octubre de 1990) és un ciclista italià, professional des del 2013. Actualment corre a l'equip Quick-Step Alpha Vinyl. En el seu palmarès destaca la victòria al Giro dels Apenins del 2019.

## Palmarès
- 2009
  - 1r al Gran Premi de Poggiana
- 2011
  - 1r al Girobio
  - 1r al Gran Premi de Poggiana
  - 1r al Gran Premi Capodarco
- 2012
  - 1r a la Ruta d'Or
- 2017
  - Vencedor d'una etapa del Tour La Provence
- 2019
  - 1r al Giro dels Apenins
- 2021
  - Vencedor d'una etapa a la Volta a Luxemburg
- 2023
  - Vencedor d'una etapa a la Volta a Polònia

### Resultats al Giro d'Itàlia
- 2013. Abandona (7a etapa)
- 2014. 64è de la classificació general
- 2018. 33è de la classificació general
- 2019. 28è de la classificació general
- 2023. No surt (11a etapa)

### Resultats a la Volta a Espanya
- 2015. Abandona (13a etapa)
- 2016. 102è de la classificació general
- 2020. 17è de la classificació general
- 2023. 34è de la classificació general

### Resultats al Tour de França
- 2021. 12è de la classificació general
- 2022. 96è de la classificació general